# Якунин, Геннадий Васильевич
Геннадий Васильевич Якунин(1935—2017) — начальник Харьковского высшего военного авиационного инженерного краснознамённого училища, генерал-майор.

## Биография
Родился 26 февраля 1935 года в с. Дергачи Саратовской области.
В 1957 г. окончил 1-е Вольское военное авиационно-техническое училище ВВС, в 1967 г. — инженерный факультет Киевского высшего инженерно-авиационного военного училища ВВС. В 1957—1960 гг. — авиационный техник 42-го гвардейского истребительного авиационного полка 149-й истребительной авиационной дивизии 37-й Воздушной армии Северной группы войск.
В 1960—1962 гг. — авиационный техник 159-го гвардейского авиаполка 239-й истребительной авиационной дивизии 37-й Воздушной армии СГВ.
В 1967—1969 гг. — заместитель начальника технико-эксплуатационной части 280-го отдельного вертолетного полка 73-й Воздушной армии.
В 1969—1971 гг. — начальник ТЭЧ 217-го отдельного авиационного полка истребителей-бомбардировщиков 73-й Воздушной армии Туркестанского военного округа. В 1971—1974 гг. — заместитель командира полка по инженерно-авиационной службе 280-го отдельного вертолетного полка Туркестанского военного округа.
В 1974—1975 гг. — старший инженер авиационной службы Управления авиации Туркестанского военного округа.
В 1975—1976 гг. — начальник 404-й армейской летающей лаборатории по авиационной технике авиации Туркестанского военного округа.
В 1976—1980 гг. — заместитель главного инженера авиации Туркестанского военного округа. В 1980—1981 гг. — заместитель командующего ВВС по инженерно-авиационной службе — начальник инженерно-авиационной службы ВВС 40-й армии.
Участник боевых действий в Демократической Республике Афганистан (28 декабря 1979 г. — 29 июля 1981 г.).
В 1981—1991 гг. — начальник Харьковского высшего военного авиационного инженерного краснознамённого училища. Звание генерал-майор авиации присвоено в соответствии с Постановлением Совета Министров СССР № 1092 от 22 октября 1984 г.
В соответствии с приказом МО СССР № 0474 от 20 мая 1991 г. уволен в запас.

## Награды
- орден Красной Звезды (1979),
- медаль «За воинскую доблесть» (1970),
- медаль «За боевые заслуги» (1971),
- медаль «За безупречную службу» I (1974), II (1970) и III (1965) степени.

Юбилейные медали, ведомственные отличия.